# Mihály Vasas
Mihály Vasas, né le 14 septembre 1933 à Békéscsaba en Hongrie, est un joueur de football international hongrois qui évoluait au poste d'attaquant, avant de devenir ensuite entraîneur.

## Biographie

### Carrière de joueur

#### Carrière en club
Avec le MTK Budapest, il remporte une Coupe Mitropa, et joue une finale de Coupe d'Europe des vainqueurs de coupe, perdue face au Sporting Portugal.

#### Carrière en sélection
Avec l'équipe de Hongrie, il joue 2 matchs et inscrit 2 buts en 1958. 
Il joue son premier match en équipe nationale le 20 avril 1958 contre la Yougoslavie, où il inscrit un but. Il joue son second match le 26 octobre 1958 contre la Roumanie, où il inscrit à nouveau un but.
Il figure dans le groupe des sélectionnés lors de la Coupe du monde de 1958. Il ne joue aucun match lors du mondial organisé en Suède.

## Palmarès
| Salgótarjáni BTC - Coupe de Hongrie : - Finaliste : 1957-58.                                    |  | MTK Budapest \| - Championnat de Hongrie : - Vice-champion : 1962-63. - Coupe Mitropa (1) : - Vainqueur : 1963. \| \| - Coupe d'Europe des vainqueurs de coupe : - Finaliste : 1963-64. \| |
| - Championnat de Hongrie : - Vice-champion : 1962-63. - Coupe Mitropa (1) : - Vainqueur : 1963. |  | - Coupe d'Europe des vainqueurs de coupe : - Finaliste : 1963-64. |